# Panos Katseris
Panos Katseris (griechisch Πάνος Κατσέρης; * 5. Juli 2001 in Athen) ist ein griechischer Fußballspieler, der bei FC Lorient in der Ligue 2 unter Vertrag steht.

## Karriere
Bis 2020 spielte Katseris in Italien beim unterklassigen Verein AC Pavia. Im Sommer jenes Jahres wechselte er zum Viertligisten ASD Nocerina 1910. Hier spielte er in der Saison 2020/21 28 Mal in der Serie D, wobei er zwei Tore schoss und sechs Vorlagen gab. In den Aufstiegsplayoffs, an denen er mit dem Team teilnahm, wurde er einmal eingesetzt, der Verein scheiterte allerdings in der ersten Runde.
Nach dieser Spielzeit wechselte er im Sommer 2021 zum ebenfalls Viertligisten Cavese 1919. Dort spielte er bis Anfang des Jahres 2022 fünfmal in der Liga, ehe er im Februar 2022 zum Ligarivalen Nuova Florida Calcio wechselte. Dort spielte er bis zum Saisonende 17 Spiele, traf sechsmal und bereitete ein Tor vor. Auch hier scheiterte er mit der Mannschaft nach einem Einsatz im Halbfinale der Aufstiegsplayoffs.
Im Sommer 2022 wechselte er in die Serie C zur US Catanzaro 1929. Hier gab er am siebten Spieltag bei einem 4:0-Sieg über die SSD Fidelis Andria 2018 nach später Einwechslung sein Profidebüt. Beim vorletzten Spiel des Jahres 2022 traf er bei einem 6:1-Ligasieg auch das erste Mal überhaupt im professionellen Bereich. Mit 15 persönlichen Einsätzen und dem einen Treffer wurde er mit dem Verein am Ende der Saison 2022/23 Meister der italienischen dritten Liga. Nach dem Gewinn der Supercoppa di Serie C debütierte er am ersten Spieltag der Spielzeit 2023/24 bei einem 0:0-Unentschieden gegen die US Cremonese auch in der Serie B.
Nach 15 Einsätzen und zwei Vorlagen bis Mitte Januar wechselte er im Winter 2024 in die französische Ligue 1 zum FC Lorient, der 2,4 Millionen Ablöse und gegebenenfalls 600.000 Euro Bonus zahlen musste. Zunächst war ein Wechsel zum AFC Bournemouth, nach halbjähriger Leihe an Lorient, in Verhandlung, welcher jedoch nicht zu Stande kam und Katseris direkt von den Merlus verpflichtet wurde.

## Erfolge
US Catanzaro 1929
- Italienischer Drittligameister: 2023  ▲
- Gewinner der Supercoppa di Serie C: 2023